# Eli Stok
Cornelis (Eli) Stok (Ridderkerk, 18 maart 1990) is een Nederlands filosoof, voormalig jongste priester van Nederland en ex-priester.

## Levensloop

### Jeugd en studie
Stok groeide op als oudste in een calvinistisch gezin dat lid was van de Gereformeerde Gemeenten. Het gezin ging wekelijks op zondag naar de kerk. Hij doorliep zijn middelbare school aan de GSG Guido de Brès in Rotterdam. Hierna studeerde hij filosofie aan de University of Nebraska in Kearney en de University College Roosevelt in Middelburg. Daarnaast deed hij een master theologie aan de Katholieke Universiteit in Leuven.
Stok kwam in aanraking met het katholicisme door het lezen van boeken van de Britse Anglicaanse en katholieke schrijvers C.S. Lewis en G.K. Chesterton en kardinaal Newman. Toen hij achttien jaar was werd hij lid van de katholieke kerk. Hij volgde zijn priesteropleiding aan het grootseminarie De Tiltenberg in Vogelenzang en Vronesteyn in Voorburg. Hij deed onder leiding van pastoor Jaap Steenvoorden zijn pastorale stage aan de Westlandse parochiefederatie Sint Franciscus. Op 1 oktober 2016 werd hij door bisschop Van den Hende in de HH. Laurentius- en Elisabethkathedraal in Rotterdam tot diaken gewijd en het volgende jaar op  10 juni werd hij door diezelfde bisschop aldaar tot priester gewijd.

### Loopbaan
Stok werd na zijn wijding benoemd tot kapelaan van de Sint-Ursulaparochie in Delft en de parochie O.L.V. van Sion in Den Hoorn, Maasland en Schipluiden. Hij was destijds de jongste priester van Nederland. In maart 2023 maakte hij bekend dat hij zijn priesterambt zou neerleggen "wegens verwachtingen rond leiderschap en celibaat", die kennelijk - mogelijk als gevolg van teveel salsadansen - niet waargemaakt konden worden.
Stok is als docent filosofie verbonden aan de Fontys Hogeschool. Daarnaast is hij redactielid van Omega Magazine, een tijdschrift voor en door jonge katholieken.

## Link
- https://omega-magazine.nl/